# Mac Davis
Scott "Mac" Davis (Lubbock, 21 de janeiro de 1942 – 29 de setembro de 2020) foi um compositor, cantor e ator norte-americano. Também foi creditado em suas composições com o nome Scott Davis.
Compôs algumas canções que se tornaram clássicas de Elvis Presley, como "In The Ghetto", "Don't Cry Daddy" e "A Little Less Conversation", além de "Memories".
Morreu em 29 de setembro de 2020, aos 78 anos.